# مثبط استرداد

إسيتالوبرام مثبط استرداد سريتونين انتقائي (SSRI)، يُستخدم كمضاد اكتئاب.

مثبط الاسترداد (بالإنجليزية: reuptake inhibitor )‏ هو نوع من العقاقير يُعرف بأنه معدل استرداد يثبط الاسترداد الغشائي للنواقل العصبية بواسطة نواقلها من المشبك إلى العصبون قبل المشبكي. يؤدي هذا التثبيط إلى زيادةٍ في التراكيز خارج الخلوية من الناقل العصبي وزيادةٍ في النقل العصبي. تمارس العديد من العقاقير تأثيراتها النفسية والفيسيولوجية عبر تثبيط الاسترجاع، بما في ذلك العديد من مضادات الاكتئاب والمنشطات النفسية.
معظم مثبطات الاسترداد المعروفة تؤثر على النواقل العصبية أحادية الأمين: سيروتونين، نورإبينفرين (وإبينفرين) والدوبامين. مع ذلك، يوجد أيضا عدد من المركبات الكيميائية الدوائية التي تعمل كمثبطات استرداد لنواقل عصبية أخرى مثل الجلوتاميك، حمض الغاما-أمينوبيوتيريك (غابا)، غليسين، أدينوزين، كوليين (المركب الطليعي للأسيتيل كولين)، والإدنوكانابينويدات، وأخرى غيرها.